# Samostan Svetog Ivana Krstitelja u Trogiru
Samostan Svetog Ivana Krstitelja u Trogiru je muški benediktinski samostan osnovan u 11. veku. Zajedno sa istoimenom crkvom spadaju među mnogobrojne srednjovekovne građevina sazidana u srednjem veku u istorijskom jezgru Trogira, u Republici Hrvatskoj.

## Položaj
Samostan Svetog Ivana Krstitelja nalazio se na jugoistočnom obodu Trogira, uza gradske bedeme. U sklopu bedema u blizini samostanske crkve nalazila se i kula, u narodu poznata pod imenom kula  Svetog Ivana. Samostan je sa severne strane graničio s Komunalnom palatom; dok sa sa južne strane na suprotnoj strani ulice nalazila Biskupova palata. Od samostana je do današnjig dana preostala samo crkva, popularno zvana Opatija.

## Istorija
Preduslovi
Razvoj hrišanstva u Trogiru svedoći da je iz obližnje biskupske mitropolije Salone hrišanstvo vrlo brzo stiglo u ovaj trgovački gradić, koga je položaja na ostrvu spasio od sudbine gradova na kopnu. Ćinjenica je da crkve koje su se gradile u predromanijskom i ranoromanijskom razdoblju po stilu ili imenima svojih donatora govore o ranom naseljavanju Trogira hrvatskim stanovništvom hriščanske vere.
Počev od 9. veka Trogir plaća dažbine hrvatskim vladarima, ali zadržava autonomiju pod suverenitetom Vizantije. Od 11. veka Trogir postaje biskupija i dobija sve atribute ondašnjih evropskih gradova. Početak 12. veka je vreme priznaja vlasti hrvatsko-ugarskih kraljeva, a zapisano je da su ga 1123. godine do temelja razorili i opljačkali Saraceni.
Nakon ponovne kraće vizantske vladavine 1180. Trogir je opet dospeo pod vlast hrvatsko-ugarskih kraljeva koji su mu potvrdili autonomna gradska prava.
Tokom 13. veka, Trogir je doživeo snažan privredni razvoj i obnovu građevina. O snazi Trogira svedoći i podatak da je u njemu 1242. utočište našao hrvatsko-ugarski kralj Bela IV. u vreme njegovog bekstva pred Tatarima.
Osnivanje samostana i gradnja crkve
U napred navedenim istorijskim uslovina nastao je samostan u 11. veku, pre nego je 1064. godine osnovan ženski benediktinski samostan Svetog Nikole. Naime, muški samostani su po pravilu osnivani pre onih namenjenih ženama.
Život samostana može se pratiti po raspoloživim izvorima  od 12. do druge polovine 15. veka, kad se gasi redovnički život u njemu, jer je samostanski kompleks zasigurno bio prevelik za malobrojne redovnike. Broj je redovnika oscilirao od pet do sedam, a u 15. veku u njemu je boravio samo jedan redovnik. Međutim, 1365. godine bilo ih je čak dvanaest.
Samostan  je 1272. godine za potrebe Komune iznajmo zgradu kuhinje, a 1334. godine, i veliki deo samostanskog zdanja. U ispravi se navodi da su prizemlje i kuća koja se iznajmljuje ionako često prazni. Uz kuću je, kako se dalje navodi, sa zadnje strane ispred javnog prolaza samostansko groblje, na severu je Komunalna palata, a južno je crkva. Čitavo samostansko krilo (koje se pružalo od Komunalne palate do crkve Svetog Ivana Krstitelja), koristila je Opština Trogir kao skladište, plaćajući najam.
Na mestu samostanska Crkva Svetog Ivana Krstitelja, bila je ranohrišcanske prethodnice sadašnje crkve, smeštene u istocnom delu grada, gotovo uz same gradske zidine. Ona je iz temelja obnovljene u 13. veku, kada i Trogisrka katedrala, jer je stradala u napadu Saracena. To je jednobrodna crkva koja je, najverovatnije prema skulpturi jagnjeta na portalu i vajarskim simbolima na zidovima, graditeljsko delo majstor Radovan, autora monumentalnoga portala katedrale Svetog Lovre u Trogiru.
Danas je u crkvi i samostanu uređena pinakoteka sa vrednom umetničkom zbirkom.

## Opšte informacije
U Popisu državnih zgrada iz 1789. godine opisuje se nekadašnji samostan kao dvosptratno  zdanje, tada u sklopu Komunalne palate; nabrajaju se takođe dvorište i kula. Uz kulu su spoljašnje stepenice preko kojih se pristupalo na gradske zidine.
U najstarijem razdoblju samostana, pre postojeće crkve sagrađene u 13. veku, korišćena je ranohršćanska crkva koja se nalazila na istome mestu. Polukružna apsida starije crkve naznačena je u pločniku uz pravougaonu apsidu postojeće crkve. Jedan ulomak sa krakom ranohršćanskog krsta ugrađen je u unutrašnjosti na južnom zidu.   Postojeća crkva prema natpisu u fresko tehnici, koji je u međuvremenu izbrisan, bila je posvećena Svetom Ivanu Krstitelju a izgrađena je 1270. godine, u isto vreme kad i katedrala Svetog Lovre.

## Literatura
- Migoti, B.: Ranokršüanska topografija na području između Krke i Cetine, JAZU, Zagreb, 1990.
- Kovaćić, V.. Prilozi za ranokršćansku topografiju Trogira, Diadora, glasilo Arheološkog muzeja u Zadru (1992) 14., str. 291-310

## Spoljašnje veze
- Položaj samostana na mapi